# Fastebol, Järfälla kommun

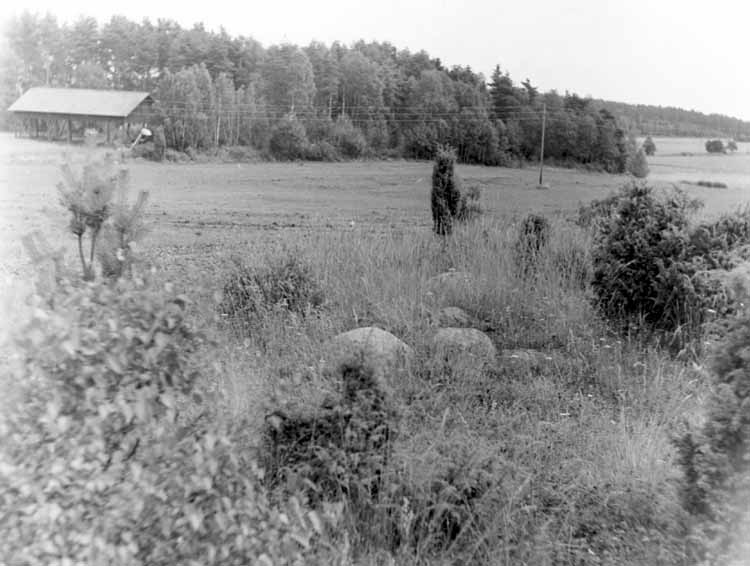
Fastebols gårdsplats sommaren 1957. Gårdsplatsen syns i förgrunden och i bakgrunden syns en stolplada vid Tegelhagen på ägorna.

Fastebol var en gård i Viksjö i Järfälla socken, Stockholms län. Gårdens byggnader vid den gamla gårdsplatsen låg cirka 1 km sydöst om Viksjö gård och nära 900 m sydväst om Nyberg, öster om Spettvägen i östra Viksjö.
Gården omtalas första gången 1538 och fanns under nära 300 år, från 1538 till omkring 1837, då den ännu var bebodd. Fastebol revs någon gång omkring 1860-talet. Av gården återstår ingenting idag. Men rester av husgrunder och gamla fruktträd minner än idag om den gård som en gång låg där.
De tre gårdarna Fastebol, Högby och Vam har vad jordnatur och ägare beträffar följt varandra under nästan hela den period från vilken handlingar finns bevarade. Så långt tillbaka som vi kan följa gårdarna i handlingar har de tre gårdarna varit frälsegårdar med samma ägare som Viksjö. Gårdarna har alltsedan Viksjö gård på 1600-talet blev säteri legat under den gården. Ett undantag utgjorde i detta hänseende Vam som redan 1847 frånsåldes Viksjö.
På 1940-talet sammanlades fastigheterna Fastebol, Högby och Fjällen med Viksjö. Fastebol, Högby och Fjällen upphörde därmed att vara självständiga registerenheter och de ingick i Viksjö 2:1, som omfattade hela Viksjö egendom, undantaget Sandvik, Äggelunda och Järfälla gårdstomt.
Nedan syns några bilder från olika vinklar vid Fastebols gårdsplats sommaren 1957. I bakgrunden syns en stolplada vid Tegelhagen.

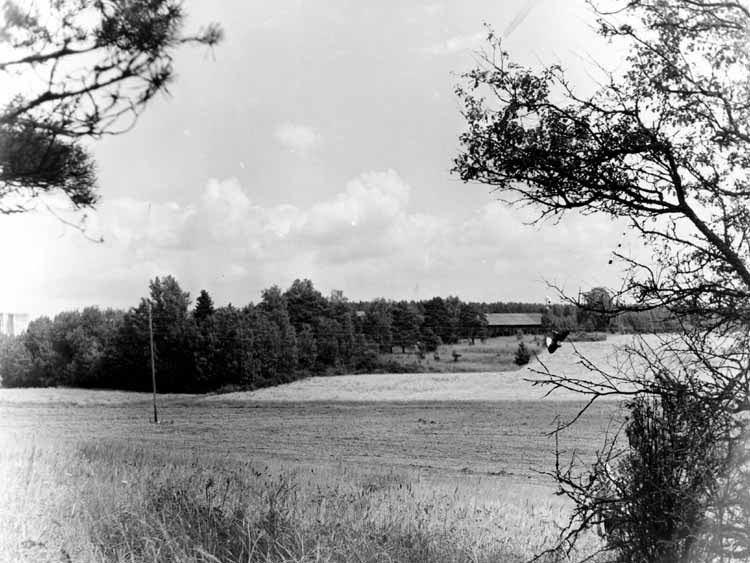
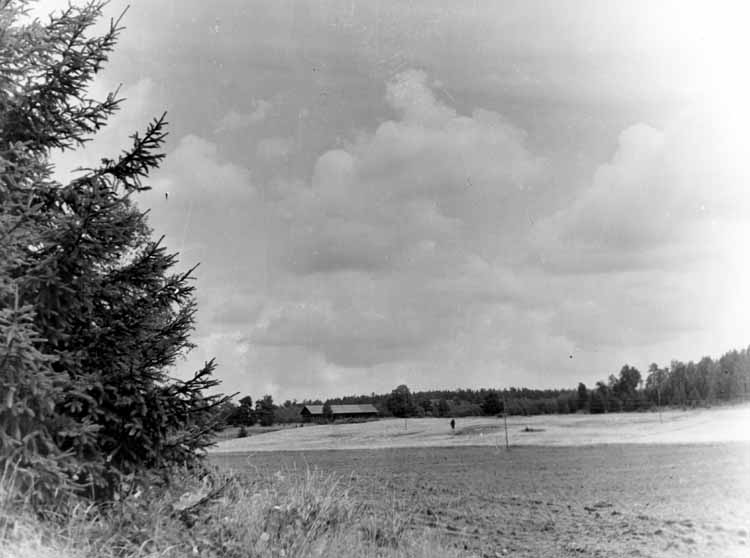
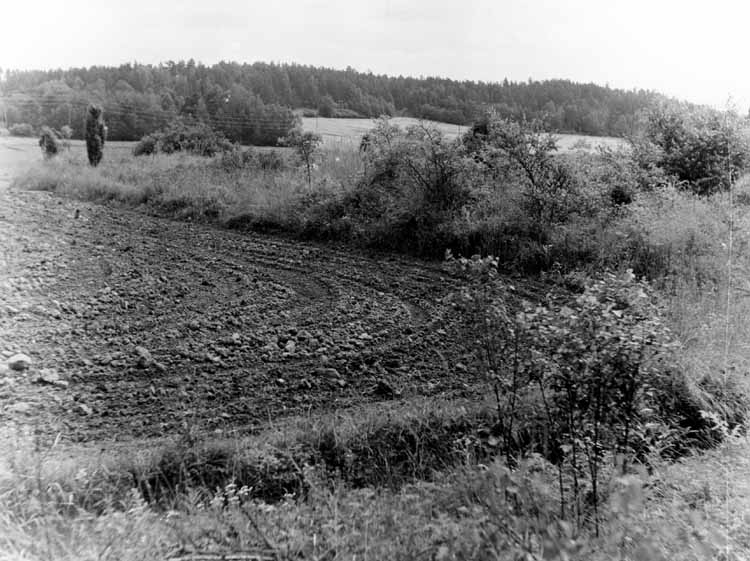

## Historik
I Upplands handlingar från 1545 anges kammarjunkaren och sedermera krigskommissarien Nils Ryning (1520-1578) som ägare till frälsetorpet Fastebol.
Sedan början av 1600-talet låg gården under Viksjö gård. Fastebol brukades självständigt fram till 1837, när jordbruket lades under Viksjö. Ett par år senare stod husen på Fastebol öde. Husen blev aldrig bebodda igen. Den tidigaste kartan över gården är från 1825, men gårdsbyggnadernas läge finns tidigare utmärkta på karta, till exempel 1793.

## 1400-talet
År 1494 skiftades arvet efter riksrådet och lagmannen i Uppland Gregers Mattsson (Lillie), död 1494, varvid Viksjö och jord i Fastebol, Högby, Kallbrunna och Vam och tillföll sonen riddaren och riksrådet Bengt Gregersson (Lillie) (1455-1501), som då ärvde Fastebol. För Fastebol räntade 1494 Bengt Gregersson Lillie 1:0 penningar och 1514 räntade Anna Bengtsdotter Lillie 1:0 peningar.

## 1500-talet
År 1514 skiftades arvet efter Bengt Gregersson (Lillie), som dog 1501, varvid hans dotter Anna Bengtsdotter (Lillie) (född 1491), gift med Erik Ryning, död 1520 i Stockholms blodbad. Anna Bengtsdotter Lillie och Erik Ryning var föräldrar till Nils Eriksson (1520-1578) ärvde gården Viksjö och jord i gårdarna Fastebol, Högby, Kallbrunna, Vam och Viksjö i Järfälla.
Namnet Fastebol nämns första gången 1538 i registret till "den årliga fodringen". År 1599 brukas gården av Lars, som enligt jordeboken äger 3 kor, 1 häst, 1 sto, 4 får och 1 svin. Men det verkar inte gå bra för honom, för bara ett tjugotal år senare står det skrivet i mantalslängden att Lars går utfattig och tigger.
År 1538 skrevs gårdsnamnet Fastabole och då var Anders i Fastabole brukare av gården. Detta framgår av registret på den så kallade årliga fodringen. I motsvarande källa för åren 1539 och 1542 skrevs Anders fortfarande på Fastebol, som ¼ hemman och senare i mantalslängder och jordeböcker infördes Fastebol som ¼ mantal (frälse).
År 1545 var emellertid Hendrich skriven på Fastebol och gården ägdes då av Nils Ryning, son till Erik Ryning, som blev halshuggen vid Stockholms blodbad 8 november 1520, samma år som Nils Eriksson Ryning föddes. Nils Eriksson var kammarjunkare, sedermera krigskommissarie och hertig Karls furstliga råd. Enligt tiondelängden 1550 var Hendrich då kvar på gården. Gårdens tiondeleveranser under 1540- och 1550-talen omfattade 1548 2 spann råg, 3 spann korn och 2 fjärdingar korn, 1549 redovisar endast 3 fjärdingar korn. År 1550 var Hendrichs tiondeleverans endast 1 spann korn och året därpå 1551 var leveransen 2 fjärdingar råg.
För åren 1555 och 1556 visar tiondeleveranserna för brukaren Jöns endast 1 spann korn för de båda åren.
Enligt frälse- och rusttjänstlängden 1562 ägdes Fastebol fortfarande av Nils Ryning och då var gårdens avrad i penningar ½ mark, i korn 1 pund vartill också 6 dagsverken skall göras och 4 hästar mottas till utfodring.
1599 betalade brukaren, Lars i Fastebol, i förmögenhetsskatt 10 öre och har 3 kor, 1 häst, 1 sto, 5 får och 1 svin, vilket framgår av jordeboken. Brukaren Lars i Fastebol har 1599 utgjort alla de utlagor han skulle, vilket framgår av samma utförliga jordebok.

## 1600-talet

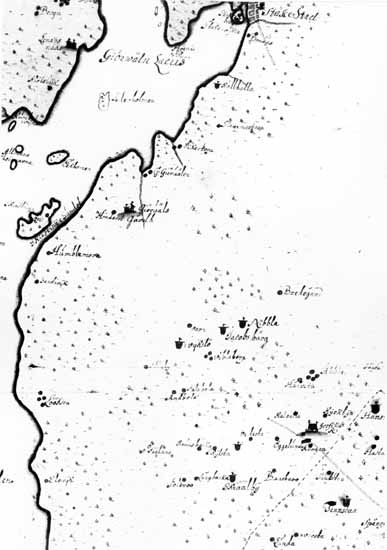
Del av karta över Mälaren mellan Stockholm och Stäket från 1675 av lantmätaren Johan Persson Gedda, bror till lantmätaren Jonas Persson Gedda.

Av mantalslängden för Älvsborgs lösen 1615-1619 framgår att Hans brukar Fastebol, men i 1622 års avkortningslängd anges, att ”han såsom utfattig går och tigger”. Vid den tiden lades det på extra skatter för att Sverige skulle kunna betala Älvsborgs lösen. Det kanske var de extra pålagorna som knäckte Hans i Fastebol. 
1620- och 1630-talens boskaps- och utsädeslängder visar ett varierande boskapsbestånd, så har till exempel Mats som år 1627 hade tolv djur på gården, det var 2 hästar, 5 kor och 5 får och hustru Margareta hade 1629 endast tre djur kvar, det var 1 häst, 1 kviga och 1 får. I längderna är emellertid dessutom en del inhyses folk med någon boskap upptagna. I regel är utsädet 4 tunnor men i 1629 års längd står noterat att hustru Margaretas husbonde, med vilken förmodligen avses ägaren till Viksjö, tog ifrån henne utsädet. I avkortningslängden samma år uppgavs att hustru Margareta rymt, hon ’’drog strax effter skrifningen sin kos i wintras och ingen wett huar hon ähr.’’ I 1637 års längd skrevs Mats på Fastebol med ett utsäde på 2 tunnor och ett boskapsbestånd av 2 ston, 4 kor, 2 kvigor, 11 får och 1 svin.
1630- och 1640-talets längder över tertialtiondet (tiondet för tre månader) visar att Fastebol levererat, allt räknat i band (emballage) enligt följande: 1638 levererade brukaren Mats 5 band råg och 22 band korn, 1639 levererade Mats 5 band råg och 6 band korn och 1640 levererade en inte namngiven brukare 5 band råg och ingen korn.
Åren därefter, 1641 levererade Tomas 4 band råg och 3 band korn och samme Tomas levererade 1642 2 band råg och 3 band korn.
I jordeböckerna 1669-1671 antecknas Anders Olufsson och i jordeböckerna för åren 1674-1688 antecknas Mats Olufsson som brukare.

## 1700-talet
Under 100 år, från 1695, då mantalslängderna mera regelbundet finns bevarade, till 1700-talets slut har Fastebol 11 brukare, vilket är litet jämfört med andra liknande hemman i socknen. Åren 1694-1703 heter brukaren Anders Mattsson och 1703-1710 heter han Erik Mattson, som även 1704-1709 är sexman. Mot slutet av århundradet brukade Anders Ersson hemmanet i 23 år från 1771 till 1794, varav dock endast hans hustru var mantalsskriven på gården de sista sju åren, emedan han själv är överårig.

## 1800-talet
En karta över Fastebols ägor finns bevarad först från 1825. Men det finns belägg för själva gårdsbyggnadernas läge på en tidigare karta över Veddesta från 1793. Kartläggningen 1825 skedde vid en gränsbestämning kring Viksjö, på den dåvarande ägaren, fabrikör Thomas Bennet, lät företa ett enskifte av ägorna till Viksjö med underlydande gårdar, däribland Fastebol. Eftersom detta skifte aldrig blev laga fastställt betraktades det senare som en rent privat uppdelning. Enligt denna förrättning tillades emellertid Fastebol dels ett skifte runt gården på 66 tunnland 15 kappland, varav 21 ¼ kappland byggnadstomt, 10 tunnland 26 ¼ kappland åker, 12 tunnland, 31 kappland äng och 42 tunnland ½ kapplandängsbackar, dels ett långsmalt så kallat skogsskifte intill gränsen mot Sandviks och Veddesta ägor ända ut till Mälaren om 66 tunnland 19 kappland.
Fram till år 1837 brukades Fastebol självständigt. Därefter lades jordbruket under Viksjö gård. Fastebols gård var bebodd av tjänstefolk under Viksjö och som flyttade in i gården och bodde där till 1838 eller 1839, enligt mantalslängden, enligt husförhörslängden var gården bebodd endast till 1837.

## 1900-talet

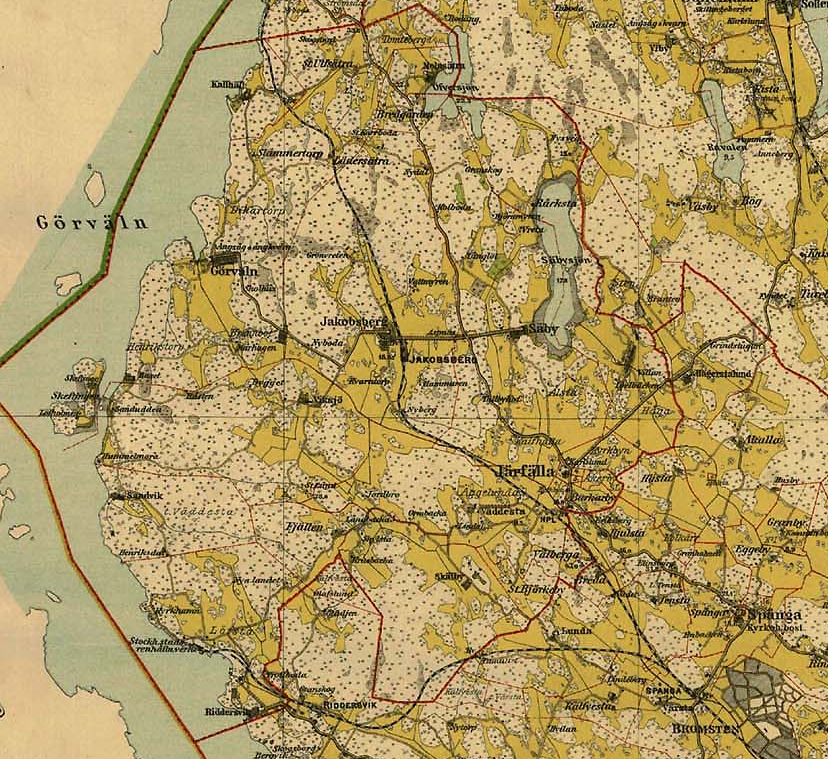
Del av Karta över Sollentuna härad, upprättad 1901-1902.

I samband med laga skiftet av Viksjö 1922-1925 kartlades Fastebol på nytt. Då hade Fastebol således sedan många år tillbaka upphört att brukas självständigt och samtliga hus hade nedrivits. Vid skiftet av Viksjö utlades ägorna i stort sett på samma plats som den ursprungliga gården i ett enda skifte och ägorna fick en omfattning av totalt 40,5720 ha, varav 13,1255 ha åker. Denna gång lades inte något särskilt skogsskifte. Fastebol 1:1 kvarstod sedan som särskild fastighet till 1943 då den lades samman med Viksjö 1:1, Fjällen 1:1, och Högby 1:1 till Viksjö 2:1.
Vid 1950-talets mitt ingick Fastebol i fastigheten 2:1, som ägdes av Viksjö AB, ett dotterbolag till Fastighets AB Hufvudstaden. Denna fastighet såldes med vissa smärre undantag den 5 juli 1963 till Småhusstaden, Fastighets AB Versus Kommanditbolag, ett bolag bildat av Skånska Cement AB, Svenska Industribyggen AB (Siab) och John Mattsson Byggnads AB, för att exploatera Viksjö. Under ledning av en inspektor drevs jordbruket på Viksjö och det upphörde definitivt 1974. Av den odlingsbara marken brukas cirka 50 hektar till Görväln och ingår i kommunens jordbruksdrift där. Hela Fastebols gamla gårdsområde ingick i försäljningen.

## Bilder Fastebolsområdet i Viksjö vid exploateringen 1967 av området utmed Slåttervägen

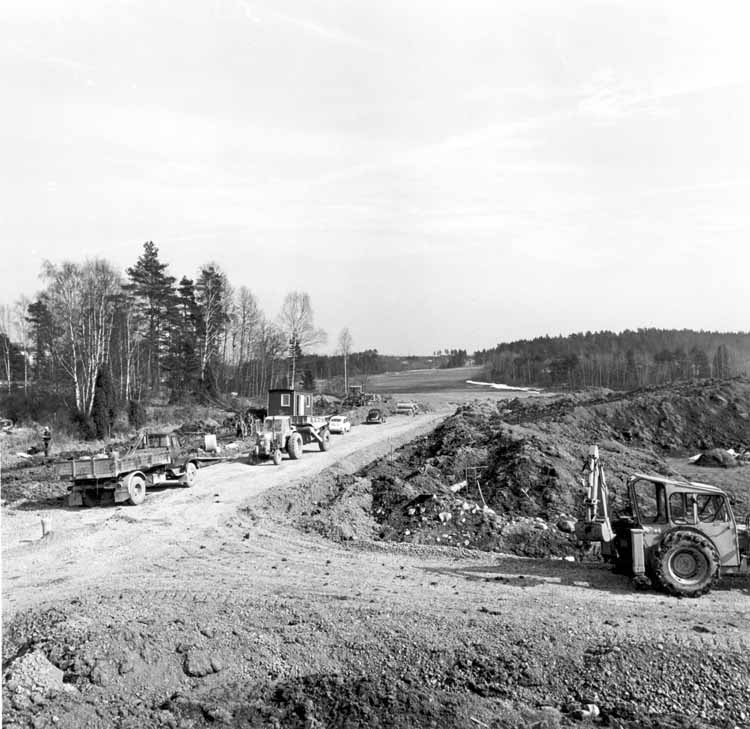
Från vänster Slåttervägen och Havrevägen. I bakgrunden Järfällavägen mot Veddesta. Till höger i skogsdungen skymtar stolpladan i Veddesta, 1967.
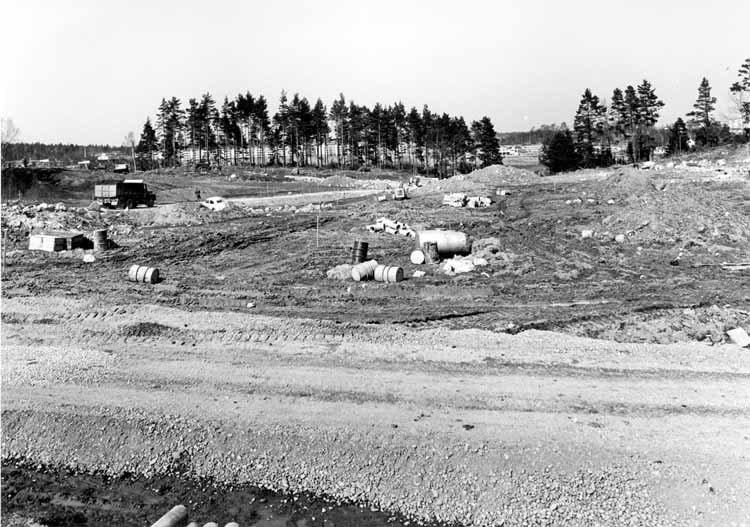
Skördevägen går vågrätt genom bildens mitt. I bakgrunden flerfamiljshusen vid Vibblaäng, byggnation av Lillängskolan (senare gymnasieskolan), 1967.
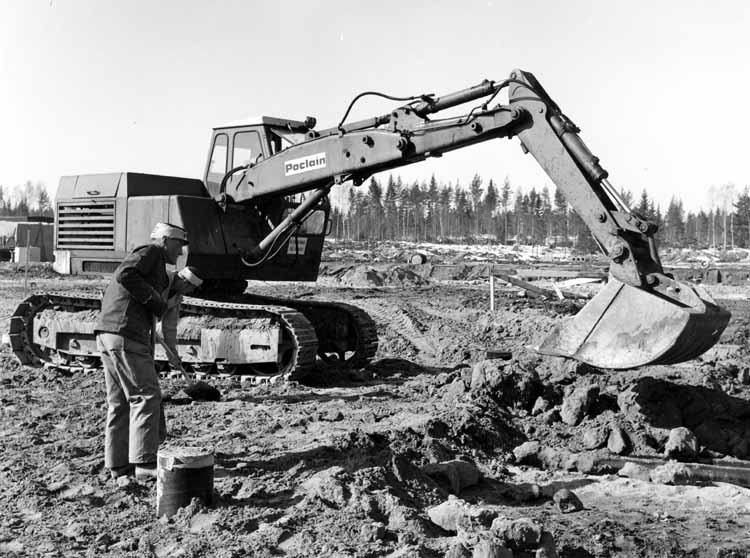
Förmodligen utmed Slåttervägen, som då skulle gå vågrätt genom bilden, 1967.
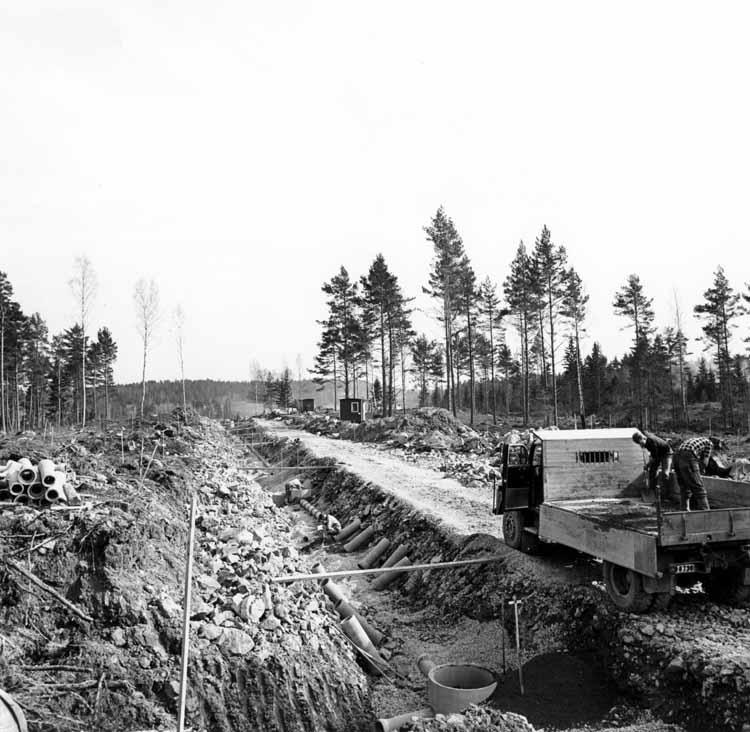
I bakgrunden till vänster skymtar taket på Veddesta stolplada, 1967.

## Den nya Viksjöstaden

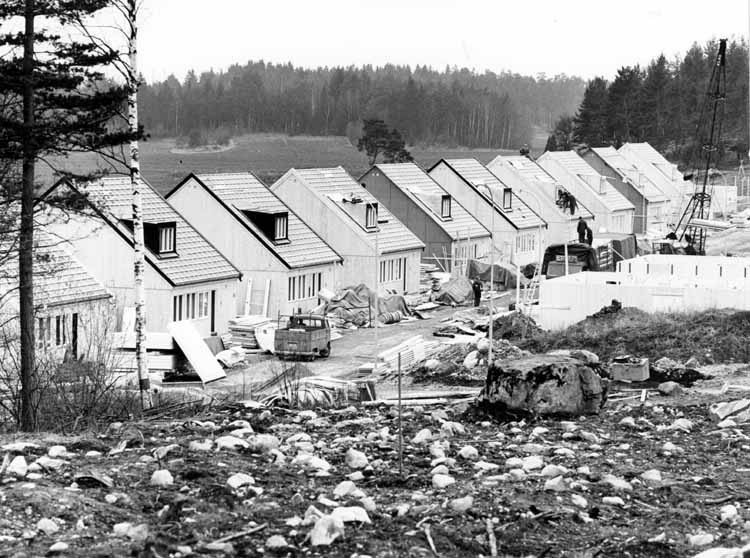
Fastebolsområdet I Viksjö under byggnad våren 1967. Byggnation inom etapp A vid Rågvägen, nära Fastebols gårdsplats.

En del av området i Viksjö började byggas på mark som tillhörde gården Fastebol. Den östligaste delen av Viksjö samhälle ligger nu på Fastebols gamla gårdsområde. Man började bygga i Viksjö 1966 och det var småhusområdet vid Skördevägen-Slåttervägen, den så kallade A-etappen, som man då kallade den, som var det första som bebyggdes. A-etappen började byggas under senhösten 1965 och Siab påbörjade då väg- och vattenbyggnadsarbetena för den nya Viksjöstaden. Det första huset restes under våren 1966. Den delen av Viksjö samhälle tillkom under 1960- och 1970-talen och omfattar områdena kring Slåttervägen, Fastebolsvägen samt nordöst om Andebodavägen. Fastebols gårdsplats ligger omedelbart öster om den östra husraden vid Spettvägen i Viksjö. Man kommer till Spettvägen från Fastebolskolan via Fastebolsvägen.
Några gamla byggnader finns nu inte kvar på den gamla gårdsplatsen, som låg cirka 1 km sydöst om Viksjö gård och nära 900 m sydväst om Nyberg.
Enligt fornminnesinventeringen 1980 finns det på den gamla gårdsplanen rester av husgrunder kvar och en del fruktträd växer på platsen. Området ingår i fastigheten Viksjö 5:1 och ägs av Järfälla kommun.

## Bilder Fastebolsområdet i Viksjö under uppförande 1967

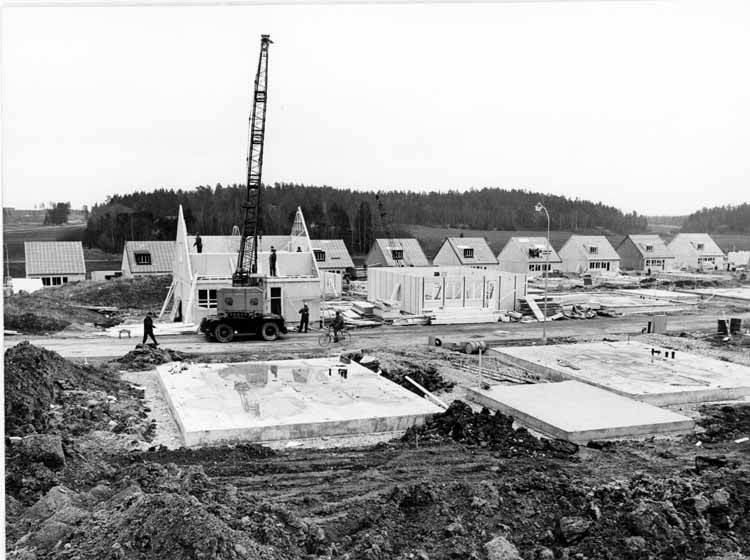
Byggnation inom etapp A vid i förgrunden Kornvägen och i bakgrunden Rågvägen, nära Fastebols gårdsplats. Järfällavägen i bakgrunden till vänster, 1967.
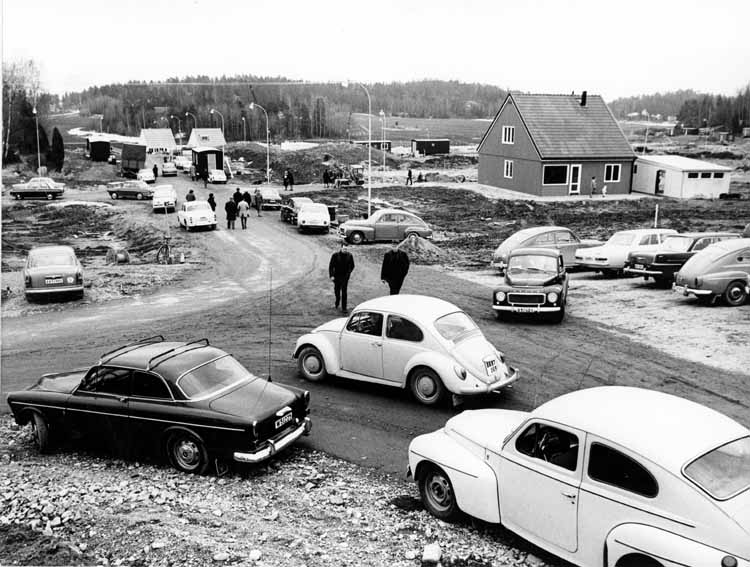
Visningshus inom etapp A vid Havrevägen 2, sydväst om Viksjö gård och nära Fastebols gårdsplats, 1967. Järfällavägen i bakgrunden till vänster. Till vänster i förgrunden Skördevägen. Snett genom bilden går Slåttervägen.
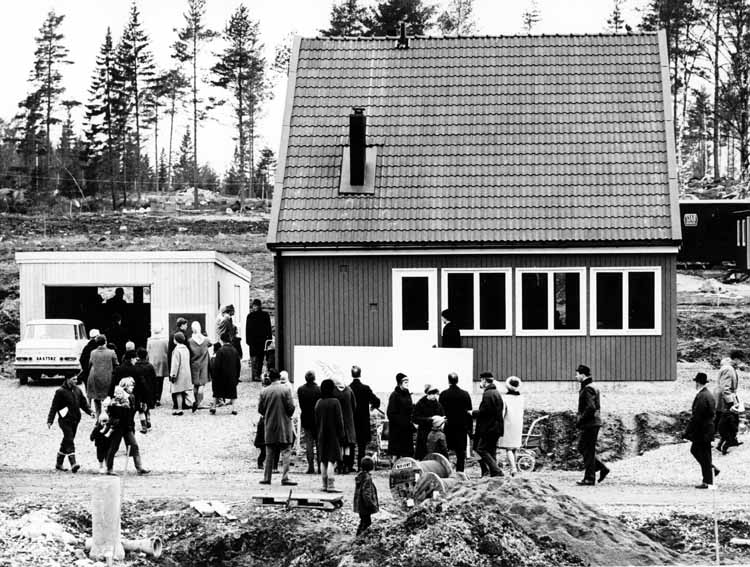
Visningshus inom etapp A vid Slåttervägen våren 1967, nära Fastebols gårdsplats.

## Namn och läge
I Fastebol ingår det i äldre svenska mansnamnet Faste, snarast i genitiv som för Faste var likadant som grundformen redan på 1300-talet. Faste var ett ganska vanligt namn på medeltiden. Fastebol är "Fastes bodar" eller i annat fall "Fastes gård". 
Brännbol och Fastebol liknar varandra i storlek och läge, och båda namnen visar samma vacklan i efterleden. Som en pålitlig källa räknas prostarnas tionderäkenskaper (ptl), och tillsammans med uttalet som inte stöder sig på skriftformerna från senare hundraden ger de ett visst försteg åt -bodasom namnens ursprungliga ändelse. Även namnen på -bol hör till de relativt sett yngre, sådana bebyggelser har tillkommit under medeltiden eller senare. Bol är en avledning till bo. Bol kan betyda "gård" eller "nybygge" och även "bo för vilda djur eller fåglar".
Avlett till -bol är böle med samma betydelse. Förvånande nog finns bland ortnamn som har slutat på -böle ett par som bär ett större och äldre bebyggelser, framförallt Tibble (Tybble). Även i Järfälla finns ett -böle-namn av äldre typ, jämför till exempel Nibble. Vibble är däremot troligen en annan namnbildning.